# Britain & Ireland's Next Top Model (mùa 7)
Britain & Ireland's Next Top Model, Mùa thi 7 là chương trình thứ bảy của loạt chương trình truyền hình thực tế đào tạo người mẫu Britain's Next Top Model. Mùa thi này, giống với sáu mùa thi trước, chương trình được trình chiếu vào ngày 4 tháng 7 năm 2011 trên kênh LIVINGtv. Tiêu đề của chương trình đã được thay đổi từ Britain's Next Top Model thành Britain & Ireland's Next Top Model. Vòng casting của mùa này bao gồm các thí sinh ở Ireland cũng như là Anh.
Vòng casting của mùa 7 được đặt tại Glasgow, Luân Đôn, Cardiff, Birmingham, Manchester và Dublin vào tháng 11 và tháng 12 năm 2010. Đây là mùa đầu tiên và duy nhất của chương trình có cuộc casting riêng biệt được trình chiếu trong ba tập đầu tiên của mùa. Kiểu casting cũng được định dạng cho mùa 8 vào năm sau.
Siêu mẫu Elle Macpherson vẫn là host của chương trình cùng Julien McDonald,Grace Woodward và Charley Speed.
Điểm đến quốc tế được chọn ghi hình là Dublin cho top 10 và Miami dành cho top 5.
Người chiến thắng có cơ hội sở hữu:
- Một hợp đồng với công ty quản lý người mẫu Models 1
- Lên ảnh bìa tạp chí cùng 6 trang biên tập cho Company
- Một hợp đồng quảng cáo với thương hiệu mỹ phẩm Revlon
- Chiến dịch quảng cáo cho Miss Selfridge trị giá 50.000₤
- 1 chiếc Peugeot RCZ
- 1 chuyến đi nghỉ mát tại khu nghỉ dưỡng Sandals tại Barbados được tại trợ bởi British Airways.

Kết quả, Jade Thompson, cô gái 20 tuổi đến từ Stoke-on-Trent đã chiến thắng chương trình.

## Các thí sinh
Tính tuổi lúc tham gia ghi hình
| Thí sinh               | Tuổi | Chiều cao           | Quê quán            | Bị loại ở | Hạng  |
| ---------------------- | ---- | ------------------- | ------------------- | --------- | ----- |
| Kimberleigh Spreadbury | 20   | 1,83 m (6 ft 0 in)  | Surrey              | Tập 5     | 13-12 |
| Joanne Northey         | 19   | 1,78 m (5 ft 10 in) | Greystones, Ireland | Tập 5     | 13-12 |
| Ufuoma Itoje           | 20   | 1,75 m (5 ft 9 in)  | Luân Đôn            | Tập 6     | 11    |
| Hannah Devane          | 21   | 1,78 m (5 ft 10 in) | Dublin, Ireland     | Tập 7     | 10    |
| Holly Higgins          | 23   | 1,80 m (5 ft 11 in) | Cardiff, Wales      | Tập 8     | 9-8   |
| Amy Woodman            | 22   | 1,80 m (5 ft 11 in) | Norwich             | Tập 8     | 9-8   |
| Tanya Mihailovic       | 23   | 1,83 m (6 ft 0 in)  | Birmingham          | Tập 9     | 7-6   |
| Stacey Haskins         | 19   | 1,78 m (5 ft 10 in) | Belfast, Ireland    | Tập 9     | 7-6   |
| Jessica Abidde         | 23   | 1,83 m (6 ft 0 in)  | Luân Đôn            | Tập 11    | 5     |
| Imogen Leaver          | 19   | 1,78 m (5 ft 10 in) | Southend-on-Sea     | Tập 12    | 4-3   |
| Anastasija Bogatirjova | 19   | 1,80 m (5 ft 11 in) | Reading             | Tập 12    | 4-3   |
| Justė Juozapaitytė     | 20   | 1,83 m (6 ft 0 in)  | Luân Đôn            | Tập 13    | 2     |
| Jade Thompson          | 20   | 1,78 m (5 ft 10 in) | Stoke-on-Trent      | Tập 13    | 1     |

## Thứ tự gọi tên
| 1  | Tanya       | Holly              | Jessica    | Jade       | Anastasija | Jade         | Juste      | Juste             | Jade  |  |  |  |  |  |
| 2  | Jade        | Juste              | Tanya      | Stacey     | Jessica    | Anastasija   | Imogen     | Jade              | Juste |  |  |  |  |  |
| 3  | Kimberleigh | Stacey             | Holly      | Anastasija | Juste      | Jessica      | Jade       | Anastasija Imogen |       |  |  |  |  |  |
| 4  | Juste       | Tanya              | Juste      | Imogen     | Imogen     | Juste        | Anastasija | Anastasija Imogen |       |  |  |  |  |  |
| 5  | Jessica     | Ufuoma             | Hannah     | Jessica    | Stacey     | Imogen       | Jessica    |                   |       |  |  |  |  |  |
| 6  | Hannah      | Hannah             | Anastasija | Juste      | Tanya      | Stacey Tanya |            |                   |       |  |  |  |  |  |
| 7  | Amy         | Jade               | Imogen     | Tanya      | Jade       | Stacey Tanya |            |                   |       |  |  |  |  |  |
| 8  | Joanne      | Amy                | Jade       | Holly      | Amy Holly  |              |            |                   |       |  |  |  |  |  |
| 9  | Stacey      | Jessica            | Amy        | Amy        | Amy Holly  |              |            |                   |       |  |  |  |  |  |
| 10 | Anastasija  | Imogen             | Stacey     | Hannah     |            |              |            |                   |       |  |  |  |  |  |
| 11 | Holly       | Anastasija         | Ufuoma     |            |            |              |            |                   |       |  |  |  |  |  |
| 12 | Imogen      | Joanne Kimberleigh |            |            |            |              |            |                   |       |  |  |  |  |  |
| 13 | Ufuoma      | Joanne Kimberleigh |            |            |            |              |            |                   |       |  |  |  |  |  |

     Thí sinh bị loại
     Thí sinh chiến thắng cuộc thi

### Buổi chụp ảnh
- Tập 4: Tạo dáng trong một bộ váy đơn giản; Ảnh trắng đen với đồng hồ Sekonda theo cặp trong buồng kính Acrylic (Casting)
- Tập 5: Tiệc trà của Mad Hatter theo cặp cho trà Lipton
- Tập 6: Khỏa thân cho sản phẩm của All for Eve
- Tập 7: Tạo dáng với chim hoang ở khu nuôi chim săn
- Tập 8: Vũ công balê với người mẫu nam
- Tập 9: Tạo dáng dưới nước cho trang sức Westwood Rocks; Ảnh chân dung trắng đen khóc lóc
- Tập 10: Ảnh chân dung vẻ đẹp cho Revlon; Tạo dáng với Charley Speed ở quán cà phê cho tạp chí Company
- Tập 11: Bộ váy cưới trên vùng Everglades
- Tập 12: Áo tắm và ảnh chân dung vẻ đẹp trên bãi biển

### Diện mạo mới
- Amy: Nhuộm đen
- Anastasija: Tóc thẳng và nhuộm hồng; sau rồi rửa hết màu nhuộm
- Hannah: Cắt ngắn 1 khúc và highlight màu nâu hạt dẻ
- Holly: Nối tóc màu vàng sáng
- Imogen: Tóc bob dài màu tối hơn và thêm mái ngố`
- Jade: Tóc vẫy sóng màu đỏ rực; sau rồi nối tóc
- Jessica: Nối tóc giả mới ngắn hơn 1 khúc
- Juste: Tóc tém màu nâu tối
- Stacey: Tóc bob dài và lông mày màu vàng trắng
- Tanya: Tóc kiểu Pageboy
- Ufuoma: Cắt đều và làm thẳng tóc